# Сальманов, Рафик Вафович
Рафик Вафович Сальманов (15.9.1917, Аскарово, Верхнеуральский уезд, Оренбургская губерния, ныне Абзелиловский район Башкортостана — 4.07.2003 Уфа)— башкирский композитор, музыкально-общественный деятель. Член Союза композиторов СССР (1961). Заслуженный деятель искусств РСФСР (1989), Башкирской АССР (1983).
Музыкальный редактор более 50 сборников произведений башкирских композиторов.
Один из основоположников башкирской профессиональной музыки

## Образование
- 1952 — национальное отделение Московской консерватории по классу композиции Е. О. Месснера.
- 1952—1953 Московская консерватория по классу композиции А. Н. Александрова.

## Красная Армия
- 1939-46 музыкант и руководитель военного оркестра.

## Трудовая деятельность
- В 1937—1939 пианист клуба им. С. М. Кирова в поселке.
- В 1946—1947 руководитель коллективов художественной самодеятельности в г. Ишимбае.
- В 1953—1954 музредактор Башкирского радио.
- В 1954—1958 музредактор Башкнигоиздата.
- В 1958—1966 научный сотрудник Республиканского фольклорного кабинета.
- В 1966—1980 руководитель секции самодеятельных композиторов при Республиканском Доме народного творчества.
- В 1972—1974 член правления, заместитель председателя правления Союза композиторов БАССР.

## Сочинения
Рафик Вафович Сальманов посвятил творчество развитию национальной башкирской музыки, автор разнообразных сочинений детям и юношеству.
- оперетта Птица счастья (либр. собств., 1972);
- для солистов, хора и симфонического оркестра — кантата «Золотая долина» (сл. К. Даянова, 1955);
- для симфонического оркестра — Молодёжная увертюра (1966), Сюита (1970);
- для духового оркестра — Марш победителей (1947);
- для квартета деревянно-дух. инстр. — концертная пьеса «Гора турат» на тему башк. нар. мелодии (1987);
- для скрипки и фортепьяно— Сюита (1951), Романс и Весенний вальс (1986);
- для флейты и фортепьяно — Поэма (1947, нов. ред. 1987);
- для фортепьяно — Соната (1979), Сюита на темы башк. нар. мотивов (1971), Шесть вариаций (1950), Сонатина, две вариации на башкирские народные мелодии, шесть пьес (все 1959), Альбом детских пьес из пятнадцати названий (1980);
- для баяна — Колыбельная, Рондо (1961), Восемь вариаций на башк. нар. тему, Элегия, Студенческий вальс, Молодёжная полька (все 1962), Вальс-скерцо (1963), Молодёжная сюита, Марш-фантазия, вальс Розы (все 1967), Танец (1975), Две вариации на башк. нар. мелодии (1976), Сонатина (перелож. 1979); для голоса, фортепьяно и флейты — Жаворонок (сл. Р. Гарипова, 1986);
- для голоса и фортепьяно — романсы и баллады (Первая любовь (сл. К. Даянова, 1949), Карасэс (сл. К. Даянова, 1956), Не забываю, Последняя встреча (оба на сл. Р. Гарипова, 1958), Баллада о Салавате (сл. К. Даянова, 1979)), концертная фантазия «Сонаим» (мелодия и сл. нар.);
- песни (свыше 100) на слова К. Даянова, Р. Гарипова, А. Игебаева, А. Ихсанова, Я. Кульмухаметова, А. Ахметкужина и др., в том числе (более 40) для дуэтов, вок. ансамблей и хоров различных составов, циклы на сл. А. Игебаева (1962), Песни об Уфе (сл. собств., 1975);
- песни на слова башкирских поэтов: Поют юные друзья (дет., 1985), Подарю стране цветы (дет., 1986), также песня «Ишимбай» на слова Равиля Нигматуллина — гимн столицы Второго Баку;
- десять обр. башкирских народных песен для смешанного хора а капелла (Иноходец, 1979, Салават, Азамат, Пуговицы, Санай, Хажигали, Шаль вязала — для женского хора, 1981, Буланый конь, Туеляс, Ялсыгул, 1983);
- обр. для сольного пения с ф-п. и баяном; муз. драма «Утерянные письма» Г. Ахметшина (1973).

## Память
- РАСПОРЯЖЕНИЕ Правительства РБ от 14.07.2003 N 673-р «О МЕРОПРИЯТИЯХ, ПОСВЯЩЕННЫХ 85-ЛЕТИЮ СО ДНЯ РОЖДЕНИЯ КОМПОЗИТОРА, ЗАСЛУЖЕННОГО ДЕЯТЕЛЯ ИСКУССТВ РСФСР И БАССР РАФИКА ВАФИЧА САЛЬМАНОВА»

- 25 ноября 2008 в Башкирской государственной филармонии прошёл концерт, посвященный памяти известного башкирского композитора, заслуженного деятеля искусств России и Башкортостана Рафика Сальманова[5].
- В родном селе Аскарово есть улица Рафика Сальманова